# Hugh Dillon

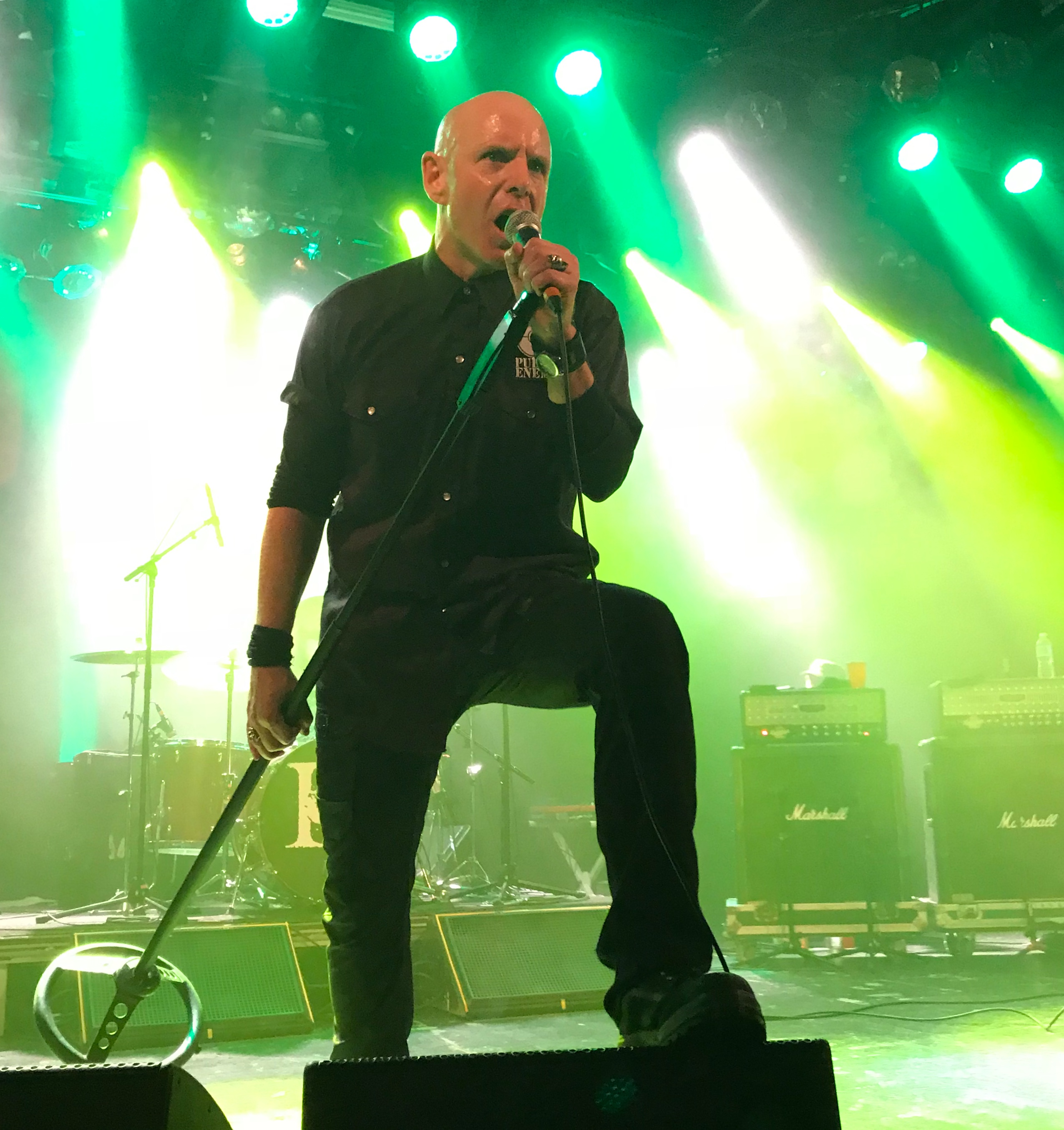
Hugh Dillon (2017)

Hugh Dillon (* 31. Mai 1963 in Kingston, Ontario) ist ein kanadischer Schauspieler, Musiker und Musikproduzent. Von 2008 bis 2012 spielte er die Rolle des Ed Lane in der CTV/CBS Ko-Produktion Flashpoint – Das Spezialkommando.

## Leben

### Musikalische Karriere
Dillon war von 1987 bis 2003 der Leadsänger der kanadischen Hard-Rock-Band The Headstones, die zu einer der kommerziell erfolgreichsten kanadischen Bands wurde.
Nachdem sich 2003 the Headstones getrennt hatten, formte Dillon die Band Hugh Dillon Redemption Choir.
Dillon wirkte außerdem noch als Musikproduzent. Er produzierte ein Album der kanadischen Rockband The Rubbers und schrieb und produzierte Lieder für zahlreiche Fernsehproduktionen.

### Schauspielkarriere
Seine erste große Rolle hatte er in Bruce McDonalds Filmdrama Tanz mit einem Mörder (Dance Me Outside) von 1994. Danach kam die Rolle des Joe Dick, in dem ebenfalls von Regisseur McDonald gedrehten Film Hard Core Logo. Dieser erregte bei Quentin Tarantino und seiner Firma Rolling Thunder Pictures so viel Aufsehen, so dass er schließlich über diese verliehen und verkauft wurde. Dies verschaffte dem Film internationale Aufmerksamkeit.
Dillon hatte danach weitere erwähnenswerte Rollen. Unter anderem 2002 in Lone Hero mit Robert Forster und Sean Patrick Flanery und 2005 mit Ethan Hawke in Das Ende. 2007 wurde er für einen Genie Award als bester Nebendarsteller für seine Rolle im Film zur Serie Trailer Park Boys: The Movie nominiert. 2005 spielte er neben Vera Farmiga in dem, mit einem Sundance-Film-Festival-Award ausgezeichneten, Independentfilm Down to the Bone die männliche Hauptrolle und wurde dafür von Kritikern hoch gelobt. Dillon hat auch Gastrollen in zahlreichen Fernsehproduktionen übernommen, darunter in The Eleventh Hour, ReGenesis und Degrassi: The Next Generation. Des Weiteren war Dillon als Voice-over für die kanadischen TV- und Radiospots von Chevrolet tätig.
2007 spielte er den Mike Sweeney in der von Kritikern beachteten Drama-Serie Durham County – Im Rausch der Gewalt, die um einen Polizisten spielt, der mit seiner Frau und seiner Tochter in eine, dem Anschein nach, idyllische Vorstadt zieht. Seine Frau, Audrey, wird dabei von Hélène Joy gespielt, die schon neben Dillon in ReGenesis zu sehen war.
Von 2008 bis 2012 war Hugh Dillon als Ed Lane, zusammen mit Veronica Mars-Star Enrico Colantoni und dem aus Aliens vs. Predator 2 bekannten David Paetkau, in der CTV/CBS Serie Flashpoint – Das Spezialkommando zu sehen.
2017 übernahm er in der zweiten Staffel der Serie "The Expanse"  die Rolle des Lieutenant Sutton, ein Offizier des marsianischen Militärs.
Er hat bei dem Spiel Left 4 Dead 2 Nick gesprochen.

## Filmografie (Auswahl)
- 1995: Tanz mit einem Mörder (Dance Me Outside)
- 1996: Hard Core Logo
- 2002: Lone Hero
- 2002 – 2003: Degrassi: The Next Generation (Fernsehserie)
- 2004: Ginger Snaps III – Der Anfang (Ginger Snaps Back: The Beginning)
- 2004: Der Schutzengel (The Wool Cap)
- 2004 – 2005: ReGenesis (Fernsehserie)
- 2005: Das Ende – Assault on Precinct 13 (Assault on Precinct 13)
- 2005: Down to the Bone
- 2006: Trailer Park Boys: The Movie
- 2007: The Gathering – Tödliche Zusammenkunft (The Gathering)
- 2007 – 2010: Durham County – Im Rausch der Gewalt (Durham County, Fernsehserie)
- 2008: The Quality of Life
- 2008: Unter Kontrolle (Surveillance)
- 2008: Of Murder and Memory
- 2008: Down to the Dirt
- 2008: About Face
- 2008 – 2012: Flashpoint – Das Spezialkommando (Flashpoint, Fernsehserie, 75 Folgen)
- 2013: The Killing (Fernsehserie, 10 Folgen)
- 2013 – 2014: Continuum (Fernsehserie, 7 Folgen)
- 2015 – 2017: X Company (Fernsehserie, 22 Folgen)
- 2017: Wind River
- 2017: The Expanse (Fernsehserie, 3 Folgen)
- 2017: The Humanity Bureau – Flucht aus New America (The Humanity Bureau)
- 2018–2024: Yellowstone (Fernsehserie, 13 Folgen)
- 2021–2024: Mayor of Kingstown (Fernsehserie)

## Diskografie

### The Headstones
- Picture of Health (1993)
- Teeth and Tissue (1995)
- Smile and Wave (1997)
- Nickels for Your Nightmares (2000)
- The Greatest Fits (2001)
- The Oracle of Hi-Fi (2002)
- Love + Fury (2013)
- Little Army (2017)

### Hugh Dillon Redemption Choir
- The High Co$t of Low Living (2005)

### Hugh Dillon
- Works Well with Others (2009)